# Первенство РСФСР по футболу среди команд коллективов физической культуры
Первенство РСФСР по футболу среди команд коллективов физической культуры — футбольные соревнования, проводившиеся в РСФСР среди команд КФК с 1948 по 1991 год.
В первенствах РСФСР 1948—1959 годов среди команд КФК участвовали команды, не выступавшие в чемпионатах СССР. Победитель турнира допускался со следующего сезона к участию в чемпионате СССР.

## Призёры
| Год            | Место проведения                                                           | Первое место                                                               | Второе место                                                               | Третье место                                                               |
| -------------- | -------------------------------------------------------------------------- | -------------------------------------------------------------------------- | -------------------------------------------------------------------------- | -------------------------------------------------------------------------- |
| 1948           |                                                                            | Динамо (Краснодар)                                                         | Динамо (Пермь)                                                             | Знамя Труда                                                                |
| 1949           |                                                                            | Динамо (Ставрополь)                                                        | Динамо (Горький)                                                           | Красное знамя (Павловский Посад)                                           |
| 1950           |                                                                            | МВО                                                                        | СКА-Хабаровск                                                              | Динамо (Ростов-на-Дону)                                                    |
| 1951           |                                                                            | ОДО (Екатеринбург)                                                         | Вымпел (Королев)                                                           | Динамо (Ростов-на-Дону)                                                    |
| 1952           | Ростов-на-Дону                                                             | Вымпел (Королев)                                                           | Динамо (Ростов-на-Дону)                                                    | Звезда (Выборг)                                                            |
| 1953           | Краснодар                                                                  | Торпедо (Красноярск)                                                       | Факел (Воронеж)                                                            | Зенит (Ступино)                                                            |
| 1954           | Краснодар                                                                  | Ока (Ступино)                                                              | Торпедо (Таганрог)                                                         | СКА-Хабаровск                                                              |
| 1955           |                                                                            | Торпедо (Таганрог)                                                         | Ижевский завод (Ижевск)                                                    | Искра (Зеленодольск)                                                       |
| 1956           |                                                                            | Авангард (Сормово)                                                         | Нефтяник (Грозный)                                                         | Сокол (Саратов)                                                            |
| 1957           | Тамбов                                                                     | Металлург (Волгоград)                                                      | Советский район (Красноярск)                                               | Торпедо (Волжский)                                                         |
| 1958           | Владимир                                                                   | Труд (Раменское)                                                           | СКВО (Куйбышев)                                                            | Труд (Тамбов)                                                              |
| 1959           | Кисловодск                                                                 | ЗИП-Энергия (Краснодар)                                                    | Труд (Зеленодольск)                                                        | СКВО (Новосибирск)                                                         |
| с 1960 до 1975 | с 1960 до 1975                                                             | не проводился                                                              | не проводился                                                              | не проводился                                                              |
| 1976           | финального турнира не было, 9 победителей зон                              | финального турнира не было, 9 победителей зон                              | финального турнира не было, 9 победителей зон                              | финального турнира не было, 9 победителей зон                              |
| с 1977 до 1980 | с 1977 до 1980                                                             | не проводился                                                              | не проводился                                                              | не проводился                                                              |
| 1981           | первенство стартовало, но из-за финансовых затруднений было затем отменено | первенство стартовало, но из-за финансовых затруднений было затем отменено | первенство стартовало, но из-за финансовых затруднений было затем отменено | первенство стартовало, но из-за финансовых затруднений было затем отменено |
| с 1982 до 1986 | с 1982 до 1986                                                             | не проводился                                                              | не проводился                                                              | не проводился                                                              |
| 1987           | финального турнира не было, 9 победителей зон                              | финального турнира не было, 9 победителей зон                              | финального турнира не было, 9 победителей зон                              | финального турнира не было, 9 победителей зон                              |
| 1988           |                                                                            | Сигнал (Изобильный)                                                        | Ока (Коломна)                                                              | Саяны (Абакан)                                                             |
| 1989           | Псков, Печоры                                                              | Торгмаш (Люберцы)                                                          | Машиностроитель (Псков)                                                    | Торпедо (Елец)                                                             |
| 1990           | Камышин                                                                    | Авангард (Камышин)                                                         | Ритм (Белгород)                                                            | Эталон (Баксан)                                                            |
| 1991           | Реутов, Кимры, Балашиха                                                    | Титан (Реутов)                                                             | Горняк (Качкнар)                                                           | Спутник (Кимры)                                                            |